# Aquilaria
Aquilaria je rod od dvadesetak vrsta biljaka iz porodice vrebinovki. Postoji dvadesetak vrsta rasprostranjenih po jugoistočnoj Aziji.

## Vrste
1. Aquilaria apiculata Merr.
2. Aquilaria baillonii Pierre ex Lecomte
3. Aquilaria banaense P.H.Hô
4. Aquilaria beccariana Tiegh.
5. Aquilaria brachyantha (Merr.) Hallier f.
6. Aquilaria citrinicarpa (Elmer) Hallier f.
7. Aquilaria crassna Pierre ex Lecomte
8. Aquilaria cumingiana (Decne.) Ridl.
9. Aquilaria decemcostata Hallier f.
10. Aquilaria filaria (Oken) Merr.
11. Aquilaria hirta Ridl.
12. Aquilaria khasiana Hallier f.
13. Aquilaria malaccensis Lam.
14. Aquilaria microcarpa Baill.
15. Aquilaria parvifolia (Quisumb.) Ding Hou
16. Aquilaria rostrata Ridl.
17. Aquilaria rugosa K.Le-Cong & Kessler
18. Aquilaria sinensis (Lour.) Spreng.
19. Aquilaria subintegra Ding Hou
20. Aquilaria urdanetensis (Elmer) Hallier f.
21. Aquilaria yunnanensis S.C.Huang

## Sinonimi
- Agallochum Lam.
- Aloexylum Lour.
- Aquilariella Tiegh.
- Decaisnella Kuntze
- Gyrinopsis Decne.
- Ophispermum Lour.